# Aetosaurus
Aetosaurus – wymarły rodzaj archozauromorfa, którego szczątki odnaleziono w Republice Południowej Afryki. Zwierzę to żyło w późnym triasie.